# Death's Dominion
Death's Dominion is het debuutalbum van de Nederlandse deathmetalband Ceremony of Opposites.

## Productie
Het album werd opgenomen in en gemixt bij Edisound Studio Tilburg.

## Ontvangst
Dennis Koele van Zware Metalen schreef een lauwe recensie waarin het album "vrij saai" genoemd werd. Volgens hem was er meer afwisseling nodig. Kroese sloot positief af met de verwachting "dat het in de toekomst best nog eens iets zou kunnen worden met Ceremony Of Opposites." René van Belkom van Aardschok was daarentegen enthousiast over het album en schreef juist: "[D]e nummers vervelen geen minuut."

## Nummers
| Nr. | Titel                      | Duur |
| --- | -------------------------- | ---- |
| 1.  | Burning Skies (Prologue)   | 0:31 |
| 2.  | Death's Dominion           | 5:37 |
| 3.  | Bathe in Gore              | 4:19 |
| 4.  | Posttraumatic Disorder     | 6:07 |
| 5.  | Exoneration                | 3:18 |
| 6.  | Obscure                    | 3:26 |
| 7.  | Wall of Darkness           | 4:40 |
| 8.  | Deafening Silence          | 1:24 |
| 9.  | Freedom                    | 2:44 |
| 10. | False Believes             | 4:03 |
| 11. | Inconvertible Changes      | 4:49 |
| 12. | Soul Cemetery              | 6:14 |
| 13. | Into Infinity (bonustrack) | 3:12 |

## Bezetting
- Marcel Oerlemans, zang en gitaar
- Pascal Steffens, gitaar
- As van Loon, bas
- Sander Jacobs, drums